# Коли ди Мурле (Белуно)
Коли ди Мурле (итал. Colli di Murle) је насеље у Италији у округу Белуно, региону Венето.
Према процени из 2011. у насељу је живело 38 становника. Насеље се налази на надморској висини од 293 м.